# اوتکو یوواکوران
اوتکو یوواکوران (انگلیسی: Utku Yuvakuran؛ زادهٔ ۲ نوامبر ۱۹۹۷) بازیکن فوتبال اهل ترکیه است.
از باشگاه‌هایی که در آن بازی کرده‌است می‌توان به باشگاه فوتبال بشیکتاش اشاره کرد.
وی همچنین در تیم‌های ملی فوتبال زیر ۱۹ سال ترکیه و زیر ۲۰ سال ترکیه بازی کرده‌است.